# Sibirisk kamgälsnäcka
Sibirisk kamgälsnäcka (Valvata sibirica) är en snäckart som beskrevs av Middendorf 1851. Sibirisk kamgälsnäcka ingår i släktet Valvata, och familjen kamgälsnäckor. IUCN kategoriserar arten globalt som livskraftig. Enligt den svenska rödlistan är arten nära hotad i Sverige. Arten förekommer i Nedre Norrland och Övre Norrland. Artens livsmiljö är sjöar och vattendrag, våtmarker.